# Methaanslip
Methaanslip is de benaming voor het methaan ({\displaystyle {\ce {CH4}}}) dat niet verbrand wordt bij gebruik van lng (vloeibaar aardgas) als brandstof voor schepen. Bij meting blijkt de methaanslip in de praktijk veel groter (6,4%) dan vooraf was bepaald (3,1%).
Methaanslip is relevant vanwege de grote impact van methaan als broeikasgas - 25 keer sterker dan koolstofdioxde {\displaystyle {\ce {CO2}}}.